# Ulrika Wolf-Knuts
Gisela Ulrika Christina Wolf-Knuts, född 6 december 1947 i Åbo, är en finlandssvensk folklorist.
Hon är dotter till den tyskfödde filologen Werner Wolf. Själv var hon knuten till Donnerska institutet för religions- och kulturhistorisk forskning mellan åren 1972 och 1976. Wolf-Knuts disputerade med avhandlingen Människan och djävulen" 1991. Lektor i folkloristik vid Åbo Akademi blev hon 1985. Från och med 2003 är hon professor i ämnet där. 
Åren 1993–2002 var Wolf-Knuts huvudredaktör för tidskriften Arv. Nordic yearbok of folklore. Åren 1990–1995 var hon ordförande för NIF:s (Nordiska institutet för folkdiktning) styrelse. 
Wolf-Knuts forskning har främst handlat om folktro, nostalgi och berättande. 
Hon är seniorledamot av Kungl. Gustav Adolfs Akademien för svensk folkkultur.